# Dôme d'Iaso
Iaso Tholus
Pour les articles homonymes, voir Iaso.
Le dôme d'Iaso (désignation internationale : Iaso Tholus) est un dôme situé sur Vénus dans le quadrangle d'Hecate Chasma. Il a été nommé en référence à Iaso, déesse grecque de la santé, de la médecine et de la guérison.